# 2Б18
2Б18 «Нона-М» — опытный российский буксируемый миномёт.
Разработан в ЦНИИ «Точного машиностроения». Серийно не производился на вооружение не принимался.

## История создания
Одновременно с созданием буксируемого артиллерийского орудия 2Б16 «Нона-К» была задана разработка комбинированного варианта орудия. Комбинированное орудие предполагалось использовать в качестве безоткатного. В процессе разработки было изготовлено несколько опытных образцов. Из-за сложности с обеспечением боеприпасами и эксплуатации, данный вариант буксируемого орудия был отвергнут. В результате, на вооружение было принято полностью унифицированное с 2А51 БАО 2Б16 «Нона-К». Созданные в ходе разработок образцы в дальнейшем использовались в качестве баллистических установок для отработки боеприпасов.
В конце 1990-х Министерство обороны России вновь проявило интерес к созданию казнозарядного буксируемого миномёта. ГРАУ было выдано ТТЗ для ЦНИИ «Точного машиностроения» на разработку буксируемого миномёта по шифром «Нона-М», однако через некоторое время работы по этой теме были прекращены в связи с отсутствием финансирования. Позднее все наработки по теме «Нона-М» были использованы при создании буксируемого миномёта 2Б23 «Нона-М1».

## Описание конструкции
Конструкция 2Б18 представляла собой казнозарядный нарезной миномёт с автоматическим отпиранием казённой части. Миномёт размещался на колёсном ходу. В качестве тягача предполагалось использовать автомобили ГАЗ-66 и УАЗ-469.